# Walentina Leonidowna Linkowa
Walentina Leonidowna Linkowa (russisch Валентина Леонидовна Линькова; * 1970) ist eine russische Bogenbiathletin und Bogenläuferin.
Walentina Linkowa ist neben Natalija Jemelina die erfolgreichste Bogenbiathletin der zweiten Hälfte des ersten Jahrzehnts der 2000er Jahre. Bei den Weltmeisterschaften 2005 in Forni Avoltri gewann sie mit Olga Koslowa und Jekaterina Lugowkina den Titel im letztmals ausgetragenen Staffelrennen. Im Sprint gewann sie zudem den Titel vor ihren Staffelkameradinnen, im Verfolgungsrennen fiel sie hinter diese beiden zurück und wurde Dritte. Zwei Jahre später wurde sie erfolgreichste Teilnehmerin der WM in Moskau. Im Einzel gewann sie den Titel vor Lugowkina und Koslowa, im Sprint vor Jelena Scharafutdinowa und Lugowkina, im Verfolgungsrennen vor Lugowkina und Jemelina. Bei den bislang letzten internationalen Meisterschaften, den Europameisterschaften 2008 in Moskau, gewann Linkowa hinter Jemelina und vor Scharafutdinowa sowohl im Sprint wie auch im Verfolgungsrennen die Silbermedaillen. Bis heute führt Linkowa als erfahrenste russische Bogenbiathletin die Ergebnislisten russischer Bogenbiathlonwettkämpfe an und dominierte die Russlandpokalwertung 2012/2013.
Parallel zu ihren großen Erfolgen im Bogenbiathlon begann Linkowa 2004 eine erfolgreiche Karriere im Bogenlaufen und wurde bei nationalen Titelkämpfen in Ischewsk zunächst sechste. 2011 trat sie bei offenen Niederländischen Meisterschaften in Den Haag mangels weiblicher Konkurrenz in der Herrenklasse an, holte hinter ihrem Landsmann Maxim Menschikow die Bronzemedaille und triumphierte damit über sämtliche niederländischen Starter. Beim gleichen Wettkampf gewann sie im Jahr zuvor bereits die Bronzemedaille bei den Frauen. 2012 holte sie dort Silber und gewann bei den offenen Deutschen Meisterschaften Doppelgold in Staffel und Massenstart der Frauen.